# Видуз
Виду́з (фр. Vidouze, окс. Vidosa) — коммуна во Франции, находится в регионе Юг — Пиренеи. Департамент — Верхние Пиренеи. Входит в состав кантона Мобургет. Округ коммуны — Тарб.
Код INSEE коммуны — 65462.

## География

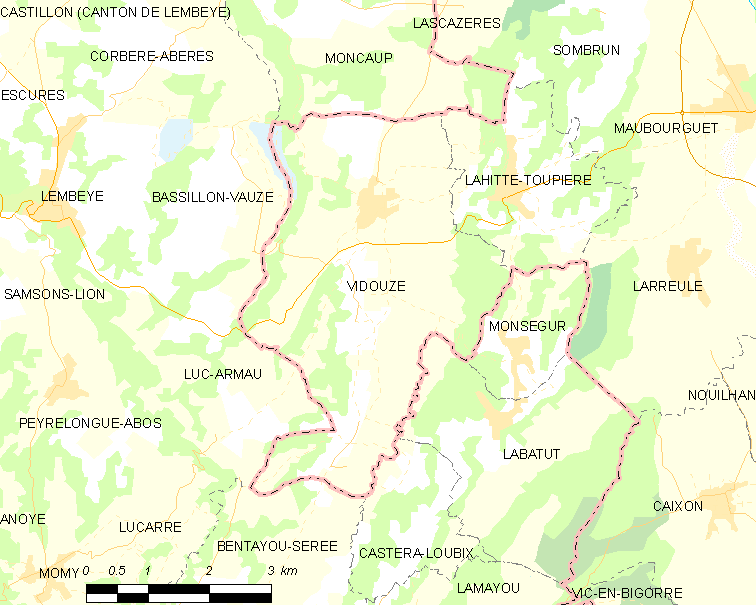
Карта коммуны

Коммуна расположена приблизительно в 630 км к югу от Парижа, в 125 км западнее Тулузы, в 26 км к северу от Тарба.
Коммуна расположена на местности Бигорр. По территории коммуны протекает река Луэт, а на северо-западе расположено озеро Басийон-Возе (фр. Bassillon-Vauzé).

## Климат
Климат умеренно-океанический с солнечной тёплой погодой и обильными осадками на протяжении практически всего года.

## Население
Население коммуны на 2010 год составляло 252 человека.
| 1962 | 1968 | 1975 | 1982 | 1990 | 1999 | 2010 |
| ---- | ---- | ---- | ---- | ---- | ---- | ---- |
| 314  | 299  | 282  | 273  | 241  | 262  | 252  |

## Администрация
| Период | Период | Фамилия                 | Партия | Примечания |
| ------ | ------ | ----------------------- | ------ | ---------- |
| 2001   | 2014   | Жан Понно               |        |            |
| 2014   | 2020   | Фредерик Белларди-Савой |        |            |

## Экономика
В 2010 году среди 149 человек трудоспособного возраста (15-64 лет) 101 были экономически активными, 48 — неактивными (показатель активности — 67,8 %, в 1999 году было 70,5 %). Из 101 активных жителей работали 90 человек (48 мужчин и 42 женщины), безработных было 11 (7 мужчин и 4 женщины). Среди 48 неактивных 8 человек были учениками или студентами, 30 — пенсионерами, 10 были неактивными по другим причинам.

## Фотогалерея

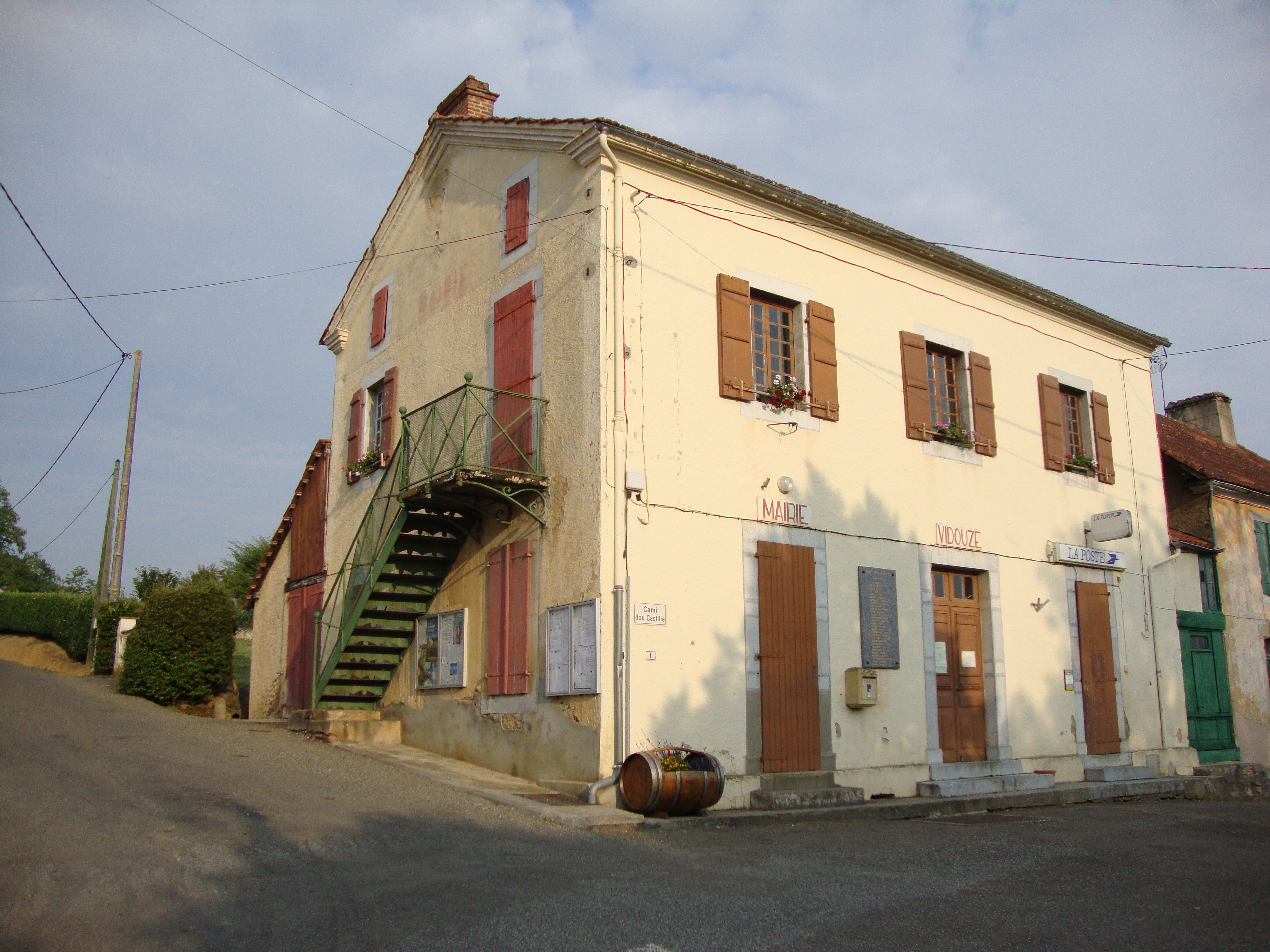
Мэрия и почта
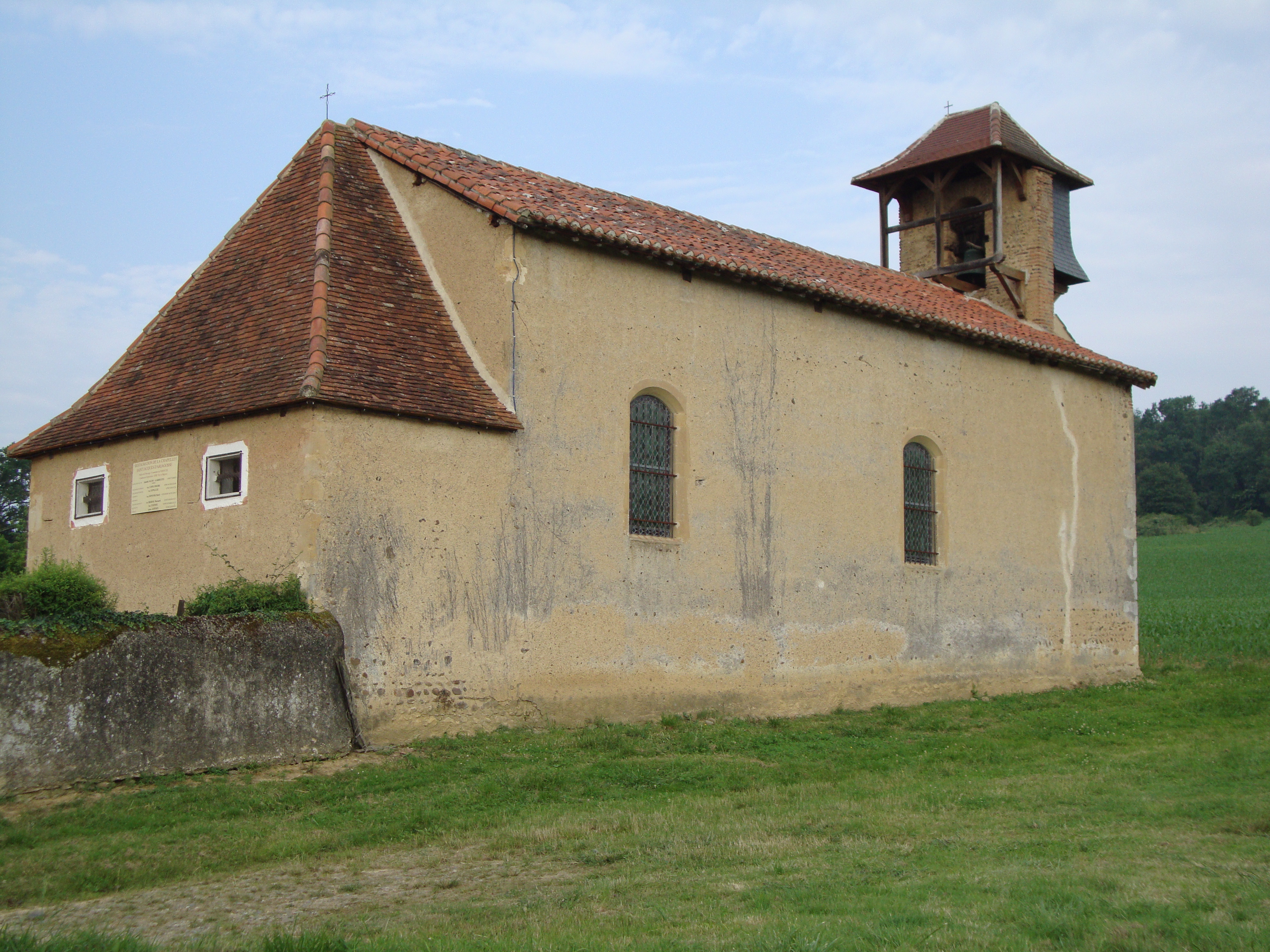
Часовня Св. Иакова
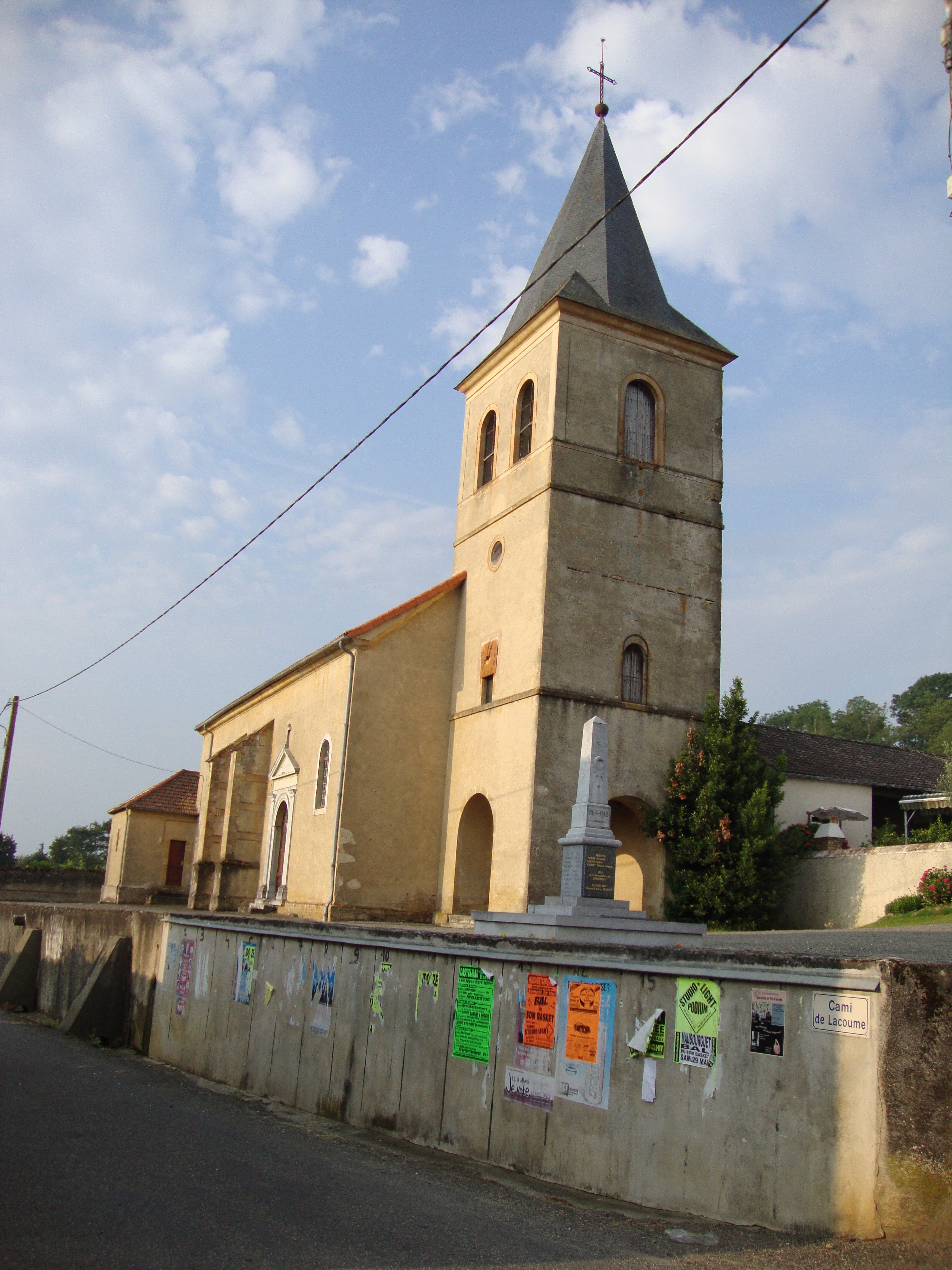
Церковь
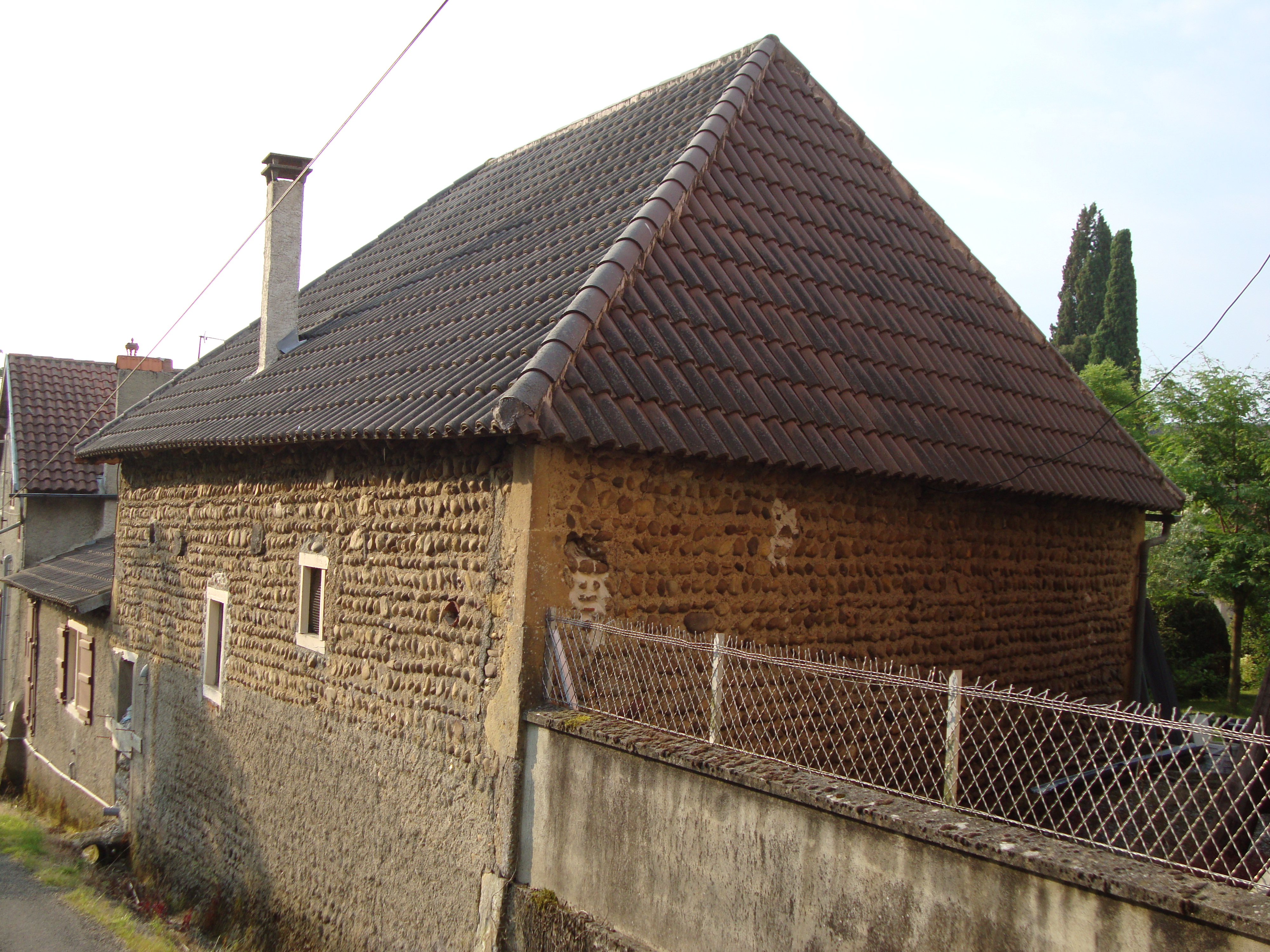
Дом
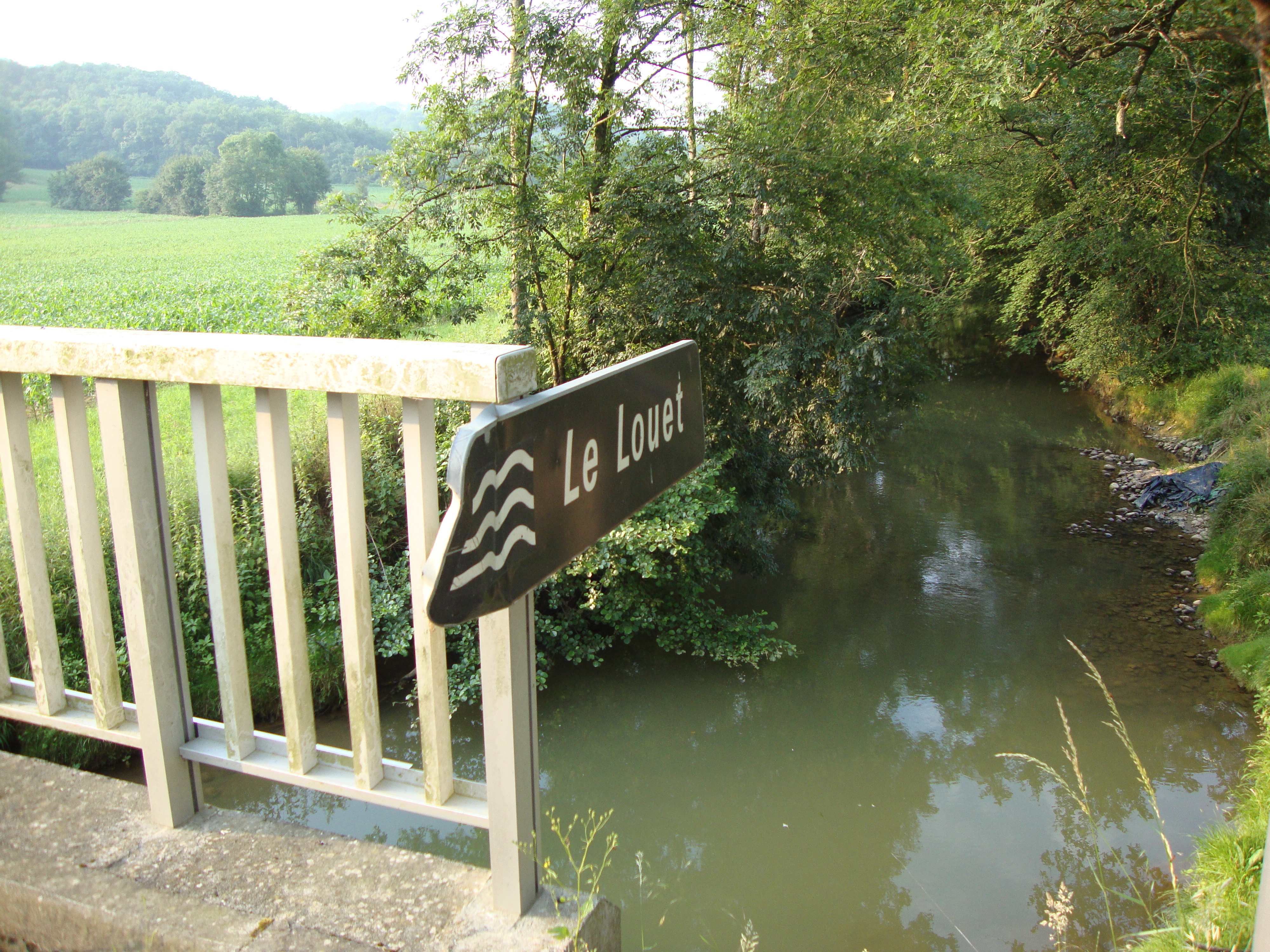
Река Луэт